# Nagy-Britannia az 1936. évi téli olimpiai játékokon
Nagy-Britannia a németországi Garmisch-Partenkirchenben megrendezett 1936. évi téli olimpiai játékok egyik részt vevő nemzete volt. Az országot az olimpián 6 sportágban 38 sportoló képviselte, akik összesen 3 érmet szereztek.

## Érmesek
| Érem  | Versenyző | Sportág     | Versenyszám  |
| ----- | --- | ----------- | ------------ |
| Arany | Nemzeti válogatott James Foster Carl Erhardt Gordon Dailley Archibald Stinchcombe Edgar Brenchley John Coward James Chappell Alexander Archer Gerry Davey James Borland Robert Wyman Jack Kilpatrick Arthur Child | Jégkorong   | Férfi        |
| Ezüst | Cecilia Colledge | Műkorcsolya | Női egyéni   |
| Bronz | Frederick McEvoy James Cardno Guy Dugdale Charles Green | Bob         | Férfi négyes |

## Alpesisí
Férfi
| Versenyző              | Versenyszám | Lesiklás      | Lesiklás      | Lesiklás      | Műlesiklás | Műlesiklás | Műlesiklás | Műlesiklás | Műlesiklás | Műlesiklás | Műlesiklás | Összesítés | Összesítés |
| Versenyző              | Versenyszám | Lesiklás      | Lesiklás      | Lesiklás      | 1. futam   | 1. futam   | 2. futam   | 2. futam   | Össz.      | Össz.      | Össz.      | Összesítés | Összesítés |
| Versenyző              | Versenyszám | Idő           | Pont          | Hely.         | Idő        | Hely.      | Idő        | Hely.      | Idő        | Pont       | Hely.      | Pont       | Helyezés   |
| ---------------------- | ----------- | ------------- | ------------- | ------------- | ---------- | ---------- | ---------- | ---------- | ---------- | ---------- | ---------- | ---------- | ---------- |
| Christopher Hudson     | Összetett   | 6:41,4        | 71,60         | 40.           | 1:29,9     | 15.        | 1:42,4     | 24.        | 3:12,3     | 76,24      | 18.        | 73,92      | 29.        |
| Peter Lunn             | Összetett   | 5:35,6        | 85,64         | 15.           | 1:26,3     | 7.         | 1:32,5     | 14.        | 2:58,8     | 81,99      | 13.        | 83,82      | 12.        |
| James Palmer-Tomkinson | Összetett   | 5:51,0        | 81,88         | 24.           | 1:29,8     | 14.        | 1:26,5     | 8.         | 2:56,3     | 83,15      | 11.        | 82,52      | 14.        |
| James Riddell          | Összetett   | nem ért célba | nem ért célba | nem ért célba | kiesett    | kiesett    | kiesett    | kiesett    | kiesett    | kiesett    | kiesett    | kiesett    | kiesett    |

Női
| Versenyző        | Versenyszám | Lesiklás | Lesiklás | Lesiklás | Műlesiklás | Műlesiklás | Műlesiklás | Műlesiklás | Műlesiklás | Műlesiklás | Műlesiklás | Összesítés | Összesítés |
| Versenyző        | Versenyszám | Lesiklás | Lesiklás | Lesiklás | 1. futam   | 1. futam   | 2. futam   | 2. futam   | Össz.      | Össz.      | Össz.      | Összesítés | Összesítés |
| Versenyző        | Versenyszám | Idő      | Pont     | Hely.    | Idő        | Hely.      | Idő        | Hely.      | Idő        | Pont       | Hely.      | Pont       | Helyezés   |
| ---------------- | ----------- | -------- | -------- | -------- | ---------- | ---------- | ---------- | ---------- | ---------- | ---------- | ---------- | ---------- | ---------- |
| Helen Blane      | Összetett   | 7:26,4   | 68,19    | 28.      | 1:59,9     | 22.        | 1:51,2     | 17.        | 3:51,1     | 61,49      | 20.        | 64,84      | 25.        |
| Birnie Duthie    | Összetett   | 6:37,2   | 76,64    | 19.      | 2:06,2     | 27.        | 2:09,3     | 27.*       | 4:15,5     | 55,62      | 26.        | 66,13      | 23.        |
| Jeanette Kessler | Összetett   | 6:05,4   | 83,31    | 12.      | 1:25,7     | 5.         | 1:22,2     | 6.         | 2:47,9     | 84,63      | 6.         | 83,97      | 8.         |
| Evie Pinching    | Összetett   | 5:27,2   | 93,03    | 7.       | 1:40,4     | 13.        | 1:38,8     | 12.        | 3:19,2     | 71,34      | 11.        | 82,19      | 9.         |

* - egy másik versenyzővel azonos eredményt ért el

## Bob
| Versenyző                                               | Versenyszám | 1. futam | 1. futam | 2. futam | 2. futam | 3. futam | 3. futam | 4. futam | 4. futam | Összesítés | Összesítés |
| Versenyző                                               | Versenyszám | Idő      | Hely.    | Idő      | Hely.    | Idő      | Hely.    | Idő      | Hely.    | Idő        | Helyezés   |
| ------------------------------------------------------- | ----------- | -------- | -------- | -------- | -------- | -------- | -------- | -------- | -------- | ---------- | ---------- |
| Frederick McEvoy James Cardno                           | Kettes      | 1:25,61  | 4.       | 1:23,85  | 6.       | 1:28,58  | 9.       | 1:22,21  | 4.       | 5:40,25    | 4.         |
| Frederick McEvoy James Cardno Guy Dugdale Charles Green | Négyes      | 1:23,38  | 6.       | 1:20,18  | 4.       | 1:20,74  | 4.       | 1:19,11  | 4.       | 5:23,41    |            |

## Északi összetett
| Versenyző    | Sífutás | Sífutás | Sífutás | Síugrás  | Síugrás  | Síugrás  | Síugrás  | Síugrás | Síugrás | Összesítés | Összesítés |
| Versenyző    | Sífutás | Sífutás | Sífutás | 1. ugrás | 1. ugrás | 2. ugrás | 2. ugrás | Össz.   | Össz.   | Összesítés | Összesítés |
| Versenyző    | Idő     | Pont    | Hely.   | Távolság | Pont     | Távolság | Pont     | Pont    | Hely.   | Pont       | Helyezés   |
| ------------ | ------- | ------- | ------- | -------- | -------- | -------- | -------- | ------- | ------- | ---------- | ---------- |
| Percy Legard | 1:47:47 | 76,8    | 48.     | 39,5     | 82,4     | 45,0     | 90,1     | 172,5   | 37.     | 249,3      | 45.        |

## Jégkorong
| Brit férfi jégkorongcsapat-játékoskeret                                                                             | Brit férfi jégkorongcsapat-játékoskeret                                                              |
| --- | --- |
| - Alexander Archer - James Borland - Edgar Brenchley - James Chappell - Arthur Child - John Coward - Gordon Dailley | - Gerry Davey - Carl Erhardt - James Foster - Jack Kilpatrick - Archibald Stinchcombe - Robert Wyman |

### Eredmények
Csoportkör
D csoport
| Csapat         | M | Gy | D | V | G+ | G– | Gk | P |
| -------------- | - | -- | - | - | -- | -- | -- | - |
| Nagy-Britannia | 2 | 2  | 0 | 0 | 4  | 0  | +4 | 4 |
| Svédország     | 2 | 1  | 0 | 1 | 2  | 1  | +1 | 2 |
| Japán          | 2 | 0  | 0 | 2 | 0  | 5  | –5 | 0 |

| 1936. február 6. | Nagy-Britannia (GBR) | 1 – 0 (1–0, 0–0, 0–0) | Svédország | Garmisch-Partenkirchen |

|  |  |  |  |  |
|  |  |  |  |  |
|  |  |  |  |  |
|  |  |  |  |  |

| 1936. február 7. | Nagy-Britannia (GBR) | 3 – 0 (2–0, 0–0, 1–0) | Japán | Garmisch-Partenkirchen |

|  |  |  |  |  |
|  |  |  |  |  |
|  |  |  |  |  |
|  |  |  |  |  |

Középdöntő
A csoport
| Csapat         | M | Gy | D | V | G+ | G– | Gk  | P |
| -------------- | - | -- | - | - | -- | -- | --- | - |
| Nagy-Britannia | 3 | 2  | 1 | 0 | 8  | 3  | +5  | 5 |
| Kanada         | 3 | 2  | 0 | 1 | 22 | 4  | +18 | 4 |
| Németország    | 3 | 1  | 1 | 1 | 5  | 8  | –3  | 3 |
| Magyarország   | 3 | 0  | 0 | 3 | 2  | 22 | –20 | 0 |

| 1936. február 11. | Nagy-Britannia (GBR) | 2 – 1 (1–1, 0–0, 1–0) | Kanada | Garmisch-Partenkirchen |

|  |  |  |  |  |
|  |  |  |  |  |
|  |  |  |  |  |
|  |  |  |  |  |

| 1936. február 12. | Németország (GER) | 1 – 1 (0–0, 0–1, 1–0, 0–0) | Nagy-Britannia | Garmisch-Partenkirchen |

|  |  |  |  |  |
|  |  |  |  |  |
|  |  |  |  |  |
|  |  |  |  |  |

| 1936. február 13. | Nagy-Britannia (GBR) | 5 – 1 (1–0, 3–1, 1–0) | Magyarország | Garmisch-Partenkirchen |

|  |  |  |  |  |
|  |  |  |  |  |
|  |  |  |  |  |
|  |  |  |  |  |

Négyes döntő
| 1936. február 11. | Nagy-Britannia (GBR) | 2 – 1 (1–1, 0–0, 1–0) | Kanada | Garmisch-Partenkirchen |

|  |  |  |  |  |
|  |  |  |  |  |
|  |  |  |  |  |
|  |  |  |  |  |

| 1936. február 14. | Nagy-Britannia (GBR) | 5 – 0 (2–0, 3–0, 0–0) | Csehszlovákia | Garmisch-Partenkirchen |

|  |  |  |  |  |
|  |  |  |  |  |
|  |  |  |  |  |
|  |  |  |  |  |

| 1936. február 15. | Nagy-Britannia (GBR) | 0 – 0 (0–0, 0–0, 0–0, 0–0, 0–0, 0–0) | Egyesült Államok | Garmisch-Partenkirchen |

|  |  |  |  |  |
|  |  |  |  |  |
|  |  |  |  |  |
|  |  |  |  |  |

Végeredmény
| Csapat           | M | Gy | D | V | G+ | G– | Gk  | P |
| ---------------- | - | -- | - | - | -- | -- | --- | - |
| Nagy-Britannia   | 3 | 2  | 1 | 0 | 7  | 1  | +6  | 5 |
| Kanada           | 3 | 2  | 0 | 1 | 9  | 2  | +7  | 4 |
| Egyesült Államok | 3 | 1  | 1 | 1 | 2  | 1  | +1  | 3 |
| Csehszlovákia    | 3 | 0  | 0 | 3 | 0  | 14 | –14 | 0 |

| Csapat         | Helyezés |
| -------------- | -------- |
| Nagy-Britannia |          |

## Műkorcsolya
| Versenyző                      | Versenyszám  | Kötelező elemek   | Kötelező elemek | Kűr               | Kűr        | Összesítés                     | Összesítés                     | Összesítés                     | Összesítés                     | Összesítés                     | Összesítés                     | Összesítés                     | Összesítés                     | Összesítés                     | Összesítés        | Összesítés  | Összesítés | Összesítés |
| Versenyző                      | Versenyszám  | Kötelező elemek   | Kötelező elemek | Kűr               | Kűr        | Helyezési pontszámok bírónként | Helyezési pontszámok bírónként | Helyezési pontszámok bírónként | Helyezési pontszámok bírónként | Helyezési pontszámok bírónként | Helyezési pontszámok bírónként | Helyezési pontszámok bírónként | Helyezési pontszámok bírónként | Helyezési pontszámok bírónként | Több. hely. száma | Hely. össz. | Pont       | Helyezés   |
| Versenyző                      | Versenyszám  | Több. hely. száma | Hely.           | Több. hely. száma | Hely.      | 1                              | 2                              | 3                              | 4                              | 5                              | 6                              | 7                              | 8                              | 9                              | Több. hely. száma | Hely. össz. | Pont       | Helyezés   |
| ------------------------------ | ------------ | ----------------- | --------------- | ----------------- | ---------- | ------------------------------ | ------------------------------ | ------------------------------ | ------------------------------ | ------------------------------ | ------------------------------ | ------------------------------ | ------------------------------ | ------------------------------ | ----------------- | ----------- | ---------- | ---------- |
| Graham Sharp                   | Férfi egyéni | 5×4+              | 2.              | 4×7+              | 6.         | 6,0                            | 2,0                            | 6,0                            | 7,0                            | 5,0                            | 4,0                            | 4,0                            |                                |                                | 4×5+              | 34,0        | 2758,9     | 5.         |
| Jack Dunn                      | Férfi egyéni | 4×8+              | 8.              | 5×3+              | 3.         | 5,0                            | 6,0                            | 7,0                            | 6,0                            | 6,0                            | 6,0                            | 6,0                            |                                |                                | 6×6+              | 42,0        | 2714,0     | 6.         |
| Freddie Tomlins                | Férfi egyéni | 4×11+             | 11.             | 4×9+              | 10.        | 11,0                           | 8,0                            | 14,0                           | 12,0                           | 11,0                           | 10,0                           | 11,0                           |                                |                                | 5×11+             | 77,0        | 2550,5     | 10.        |
| Geoffrey Yates                 | Férfi egyéni | 5×12+             | 10.             | 4×20+             | 20.        | 13,0                           | 11,0                           | 15,0                           | 18,0                           | 17,0                           | 19,0                           | 17,0                           |                                |                                | 5×17+             | 110,0       | 2441,0     | 16.        |
| Cecilia Colledge               | Női egyéni   | 7×2+              | 2.              | 6×2+              | 2.         | 2,0                            | 2,0                            | 2,0                            | 2,0                            | 2,0                            | 1,5                            | 2,0                            |                                |                                | 7×2+              | 13,5        | 2926,8     |            |
| Mollie Phillips                | Női egyéni   | 4×12+             | 12.             | 5×12+             | 12.        | 12,0                           | 8,0                            | 14,0                           | 14,0                           | 9,0                            | 11,0                           | 10,0                           |                                |                                | 4×11+             | 78,0        | 2563,4     | 11.        |
| Belita Jepson-Turner           | Női egyéni   | 4×13+             | 14.             | 5×19+             | 19.        | 15,0                           | 13,0                           | 18,0                           | 17,0                           | 18,0                           | 14,0                           | 12,0                           |                                |                                | 4×15+             | 107,0       | 2468,1     | 16.        |
| Gweneth Butler                 | Női egyéni   | 5×5+              | 5.              | nem indult        | nem indult | kiesett                        | kiesett                        | kiesett                        | kiesett                        | kiesett                        | kiesett                        | kiesett                        |                                |                                | kiesett           | kiesett     | kiesett    | kiesett    |
| Violet Cliff Leslie Cliff      | Páros        |                   |                 |                   |            | 9,0                            | 4,0                            | 7,0                            | 3,0                            | 6,0                            | 9,0                            | 6,0                            | 6,5                            | 6,0                            | 5×6+              | 56,5        | 91,3       | 7.         |
| Rosemarie Stewart Ernest Yates | Páros        |                   |                 |                   |            | 10,0                           | 12,0                           | 9,5                            | 12,0                           | 17,0                           | 10,0                           | 10,0                           | 13,5                           | 8,0                            | 5×10+             | 102,5       | 80,7       | 10.        |

## Sífutás
| Versenyző      | Versenyszám | Eredmény | Helyezés |
| -------------- | ----------- | -------- | -------- |
| Francis Walter | 18 km       | 1:44:13  | 71.      |